# -I'll-
「-I'll-」（アイル）とは、日本のバンド、Dir en grey（現・DIR EN GREY）の2枚目のシングルで、同シングルの表題曲である。1998年8月12日に発売された。発売元はフリーウィル。

## 概説
- インディーズ時代に発表した最後のシングルで、表題曲は、TBS系バラエティ番組『ワンダフル』内のアニメ『浦安鉄筋家族』[注釈 1]の17発目からX発目（第17話から最終回の第33話）のオープニングテーマに採用され、オープニング映像の一部には同曲のミュージック・ビデオが用いられている[4]。今作から、メジャー5枚目のシングル「予感」[注釈 2]まで8センチシングルとして発売されている[6]。
- プロデュースには、前作「JEALOUS」に続き、ロックバンドのD≒SIREのヴォーカルYUKIYA（幸也）とギターKIYOSHI（聖詩）が参加している。
- 2022年5月31日より、ダウンロード販売およびサブスクリプションサービスでの配信が開始[7][8]。

## 収録曲
1. -I'll-
  - 作詞:京 作曲:Dir en grey 編曲:Dir en grey&KIYOSHI (D≒SIRE/Kreis)
2. 虜
  - 作詞:京 作曲:Shinya 編曲:Dir en grey

## 収録作品

### CD
- 『VESTIGE OF SCRATCHES』
  - 2018年1月2日に発売された、バンド2枚目のベスト・アルバム。「-I'll-」のデジタルリマスタリング版が収録[9]。

### 配信限定作品
- 「DIR EN GREY AUDIO LIVESTREAM 5 DAYS - 2020.05.06 [DAY5] Kyo」
  - 2020年5月14日よりiTunes Storeにて配信販売が開始された音源。これは、同年5月2日から6日にかけてバンドの公式YouTubeチャンネル「DIR EN GREY」内で配信された、DIR EN GREYの5人それぞれがライブを想定したセットリストを考えプレイリスト化したものをプレミア公開するという動画「DIR EN GREY AUDIO LIVESTREAM 5 DAYS -YouTube Exclusive Setlist by Members-」[10]の音源で、ヴォイス (Voice) [注釈 3]担当の京が「-I'll-」を選曲している[12][注釈 4]。

### VHS, DVD/Blu-ray
- 『妄想統覚劇』
  - 1998年10月7日にVHSで発売された、3作目の映像作品。「-I'll-」のミュージック・ビデオが収録[13]。
- 『1999年12月18日大阪城ホール』
  - 2000年2月16日にVHSで、同年3月17日にDVDで発売された6作目の映像作品。1999年12月18日に大阪府の大阪城ホール[注釈 5]にて行われたライブ「本当にこれでいいんですね ハイ あなたは何人目ですか 一人目です 僕は数え切れない子供を殺しています あなたは許せますか・・・・・もう一度聞きます 本当にこれでいいんですね ハイ 用意はいいですか ハイ では始めましょう」[15]で披露された「-I'll-」が「-I'll-〜残-ZAN-」及び「-I'll- (Piano Version) 」として収録[16]。

## チャート記録
オリコンチャートのシングルチャートにおいて、1998年8月24日付で週間7位、200位以内への登場回数10週をそれぞれ記録した。累計で15万枚以上を売り上げた。

## カヴァー
- 揺紗 (THE KIDDIE)×風弥 (DaizyStripper)
  - 「-I'll-」をカヴァー。2014年3月26日発売のコンピレーション・アルバム『V-ANIME collaboration -homme-』[注釈 6]に収録[18][17]。